# بروس هوتون
بروس هوتون (بالإنجليزية: Bruce Houghton)‏ هو عالم براكين وجيولوجي نيوزيلندي، ولد في 29 أبريل 1950.